# Anthenantia lanata
Espèce
Anthenantia lanata ou Anthaenantia lanata est une espèce de plante de la famille des Poaceae.